# Halv su wild
Halv su wild ist das 16. Studioalbum der Kölner Rockband BAP. Es erschien 2011 bei EMI gleichzeitig zur Autobiographie Für ´ne Moment von Wolfgang Niedecken.

## Veröffentlichungen
Das Album wurde als CD, als Limited Box-Edition und LP veröffentlicht. Die Limited Box-Edition ist auf 4000 Einheiten limitiert. In der Box befinden sich neben dem Studioalbum eine exklusive Track-by-Track CD, ein Gespräch zu den einzelnen Tracks des Albums zwischen Wolfgang Niedecken und Oliver Kobold sowie der Bonus-Track Blonde Mohikaner von dem Album Pik Sibbe, aus dessen Text der Albumtitel resultiert, als Live-Version. Des Weiteren enthält die Box einen BAP „Halv Su Wild“ Fanschal, zwei hochwertige Fotodrucke sowie ein 30 cm × 30 cm großes Blechbild. Die LP wurde als Doppel-LP veröffentlicht und enthält neben den Liedern der CD das Bonus-Lied Blonde Mohikaner und den bisher unveröffentlichten Song Dä Perfekte Daach, eine eingekölschte Version von Perfect Day von Lou Reed.

## Titelliste
1. Halv su wild – (H. Krumminga, W. Niedecken) – 3:37
2. Et Levve ess en Autobahn – (W. Niedecken) – 4:53
3. Keine Droppe mieh – (H. Krumminga, W. Niedecken) – 4:15
4. Un donoh ess dä Karneval vorbei – (H. Krumminga, W. Niedecken) – 3:26
5. Chlodwigplatz – (H. Krumminga, W. Niedecken) – 4:07
6. Noh all dänne Johre – (W. Niedecken) – 5:59
7. Woröm dunn ich mir dat eijentlich ahn – (W. Niedecken) – 4:39
8. Verjess Babylon – (W. Niedecken) – 5:58
9. Karl-Heinz – (M. Nass, H. Krumminga) – 2:20
10. All die Aureblecke – (M. Nass, W. Niedecken) – 4:18
11. Immerhin – (M. Nass, W. Niedecken) – 4:15
12. Enn Dreidüüvelsname – (H. Krumminga, W. Niedecken) – 4:42
13. Niemohls – (M. Nass, W. Niedecken) – 4:53
14. Waat ens jraad – (W. Niedecken) – 4:15
15. Blonde Mohikaner – (A. Büchel, K. Heuser, W. Niedecken) – 4:52 (Bonus-Track Limited-Box und LP)
16. Dä Perfekte Daach – (L. Reed) – 3:42 (Bonus-Track LP)

## Tournee
Die Tournee zum Album fand in zwei Teilen statt. Die Open Airs unter dem Namen „BAP Die Klassiker“ starteten am 27. und 28. Mai 2011 zum 35. Geburtstag der Band und 60. Geburtstag von Wolfgang Niedecken mit dem BAP-Fest in Köln und endeten am 27. August 2011 in Rietberg. Die für den Herbst geplante Hallen-Tour wurde wegen der Erkrankung von Wolfgang Niedecken verschoben und fand unter dem Namen „BAP Das volle Programm“ vom 3. Mai 2012 bis 1. September 2012 statt.

## Sonstiges
Das Albumcover zeigt ein Gemälde von Wolfgang Niedecken mit dem Namen „Reception Center“. Es verweist auf eine Hilfseinrichtung im nordugandischen Gulu, in der ehemalige Kindersoldaten für ein neues Leben vorbereitet werden.

## Kritik
Laut Kai Butterweck von laut.de bietet „Halv Su Wild“ bewährte Kost für Freunde des gediegenen Rocks und betreibt Wiedergutmachung für eine sechsjährige Phase des Experimentierens.